# Robert P. Robinson
Robert Pyle Robinson (28 de março de 1869 - 4 de março de 1939) foi um político norte-americano que foi governador do estado do Delaware, no período de 1925 a 1929, pelo Partido Republicano.